# Virginia Huget
Pour les articles homonymes, voir Huget.
Virginia Clark, née le 22 décembre 1899 et morte le 27 juin 1991, plus connue sous son nom de plume Virginia Huget, fut une autrice de comic strips,. Elle est connue pour ses strips présentant des flappers mais en en faisant des jeunes femmes travaillant alors que la représentation habituelle en faisait d'insouciantes jeunes femmes sans souci d'argent,.

## Biographie
Virginia Clark naît à Dallas en 1899. C'est dans cette ville qu'elle rencontre et épouse Coon Williams Hudzietz. Elle prend le nom de Virginia Huget quand elle vend son premier strip en 1926. Elle étudie à l'Art Institute of Chicago.
Elle crée durant sa carrière de nombreux strips. Gentlemen Prefer Blondes, son premier travail, est diffusé par Bell Syndicate en 1926. En 1927 Huget crée Babs in Society, un strip dominical en pleine page couleur qui raconte les aventures d'une jeune flapper travaillant dans un grand magasin et qui hérite d'une fortune d'un oncle éloigné. Les autres strips qu'elle crée avec cette forme sont : Flora's Fling (1928), Campus Caper (1928), Babs (1929), Double Dora (1929) Miss Aladdin (1929).
Elle dessine aussi les strips en noir et blanc Molly the Manicure Girl (1928) and Campus Capers (1929),,. Les strips de Molly the Manicure Girl sont conservés à la bibliothèque du Congrès. À côté de ses séries, Virginia Huget dessine aussi des publicités , entre autres une pour les savons LUX. Cette publicité,  au format comic strip, est présente grâce à deux séries Dixie in Hollywood et Peggy Lux. Elle remporte pour cela un prix de la Art Director's League of New York. En 1931 et 1932 Huget illustre des textes du Dr. Seuss : The Pocket Book of Boners|Still More Boners (1931) et Prize Boners (1932),.
En 1937 elle reprend en imitant son style le strip de Percy Crosby, Skippy quand celui-ci ne peut le dessiner à cause de son alcoolisme,. Huget reprend ensuite le strip de Don Flowers Oh, Diana!, une bande dessinée d'aventure, en 1944 sous son nom de Virginia Clark, mais transforme la série en un strip adolescent qui est un genre plus populaire à l'époque,. Dans les années 1940, elle dessine quelques courtes histoires publiées dans des romance comics.

## Style
Le graphisme de Virginia Huget est très inspiré de l'art déco.
Lorsqu'il s'agit de reprendre des strips, elle imite parfaitement le style de l'auteur.